# Dru-Ha
Dru-Ha es el cofundador y director ejecutivo de Duck Down Records y Director de música urbana en Cornerstone. Junto con Buckshot ayudó a construir el imperio de Boot Camp Clik. Nacido y criado en White Plains NY, es graduado en la Newhouse School of Public Communications de la Universidad de Siracusa, donde estudió publicidad.